# Prévention
Cet article possède un paronyme, voir Prévenu en procédure pénale française.

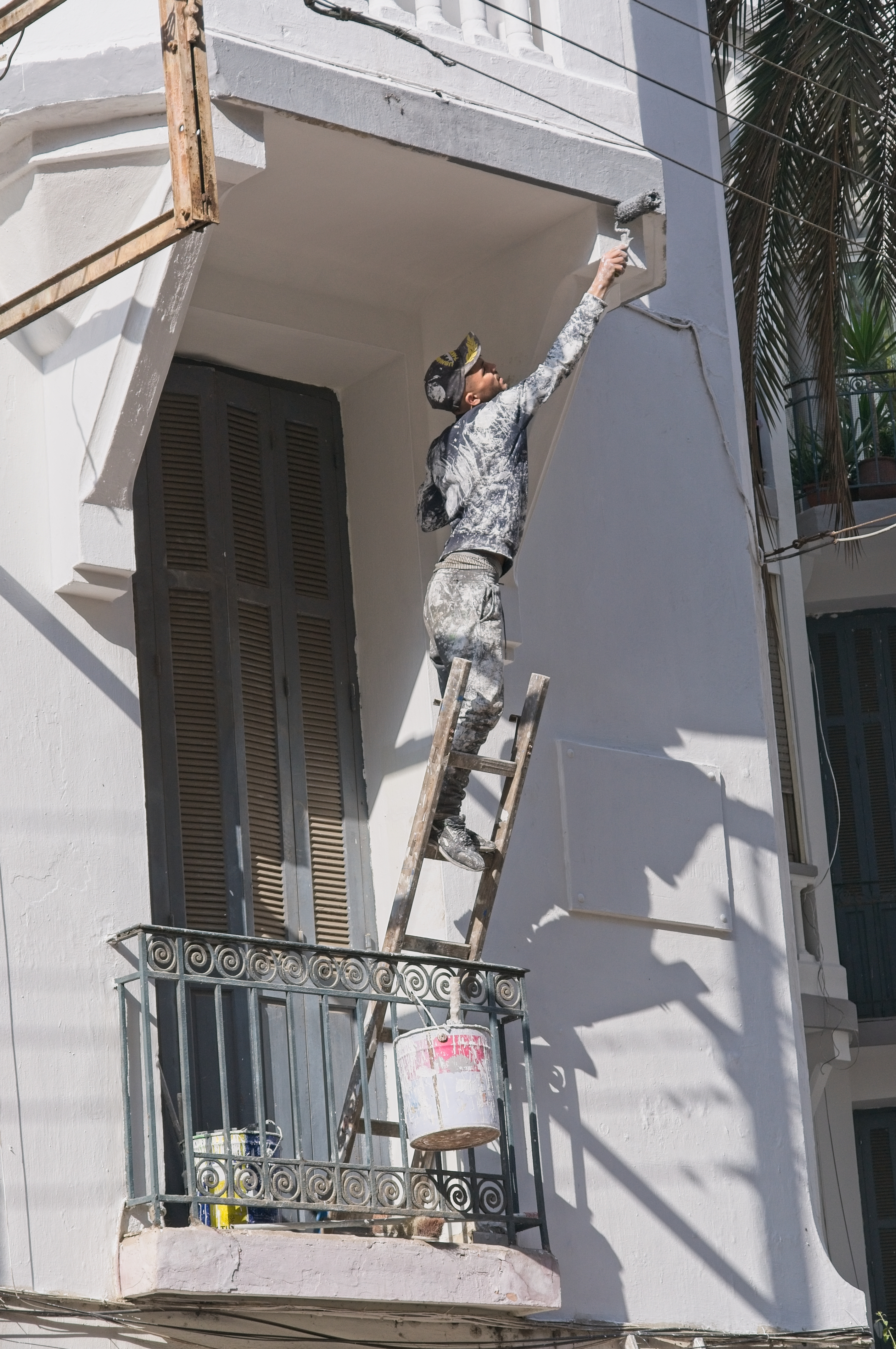
Un ouvrier marocain repeint un mur sur une échelle sans aucune sécurité à Casablanca le 7 janvier 2023

La prévention regroupe toutes les dispositions prises pour empêcher l'apparition, l'aggravation ou l'extension d'un danger, d'un risque, d'un accident, d'une maladie ou, plus généralement, de toute situation (sanitaire, sociale, environnementale, économique, etc.) dommageable comme une épidémie, un conflit, une catastrophe, une crise. Agir avec une attitude de prévention consiste donc à :
- mettre en œuvre des mesures pour réduire, parfois jusqu'à supprimer, les conditions et donc la probabilité de survenue d'un événement incertain et aléatoire ;
- augmenter la résilience économique ou communautaire en anticipant les mesures permettant de mieux combattre les conséquences d'un « sinistre » ;
- assurer une prestation, souvent financière, avant la survenance d'un événement accidentel auprès d'un individu, d'une association ou d'une entreprise, en échange de la perception d'une cotisation ou prime. Par extension, la prévention est alors le secteur économique assurantiel qui regroupe les activités de conception, de production et de commercialisation de ce type de service. On l'appelle aussi Prévention dommage.

Les types de prévention sont nombreux : prévention des accidents (domestiques, au travail, de la route), des incendies, des blessures, prévention de la criminalité, du suicide, prévention des maladies, du cancer, prévention d'éducation spécialisée, prévention situationnelle, prévention des déchets, etc.
La prévention est de plus en plus souvent au centre des politiques sociales et de santé. Elle s'organise parfois au travers de plans de prévention. Elle peut aussi apparaître comme une composante majeure de politiques publiques s'inspirant des théories de l'éthique de la sollicitude.
La science qui étudie la prévention est la cindynique.
La prévention se distingue de la protection qui prend elle des mesures visant à limiter l’étendue ou/et la gravité des conséquences d’un phénomène dangereux, sans en modifier la probabilité d'occurrence.

## Prévention des accidents

### Accident, facteurs, sensibilisation et aide
Un accident est toujours la rencontre de plusieurs facteurs, dont souvent le hasard ou une négligence. En effet, s'il n'y a pas de négligence ou de hasard, il s'agit alors d'un crime, au sens large du terme : une action délibérément nuisible, malveillance, sabotage… Lorsqu'il n'y a pas de négligence mais seulement un hasard, on parle de calamité ou de catastrophe naturelle.
La prévention consiste donc d'abord à essayer de prévoir les facteurs pouvant conduire à l'accident. Lorsqu'un accident se produit, il faut analyser ces facteurs (arbre des causes) afin d'éviter qu'un accident similaire ne se reproduise (capitalisation de l'expérience).
Un des principaux moyens de prévenir les accidents consiste à informer les personnes soumises au risque. En effet, puisqu'il y a toujours au moins une négligence, il faut tenter d'influer sur les comportements afin de réduire ce facteur. La première étape de l'information est en général la sensibilisation : faire comprendre aux personnes quel est le risque et pourquoi il est nécessaire de changer (ou de maîtriser) son comportement.

### Accident, danger et risque

#### Définitions

##### Accident
L'accident peut être défini comme un événement soudain, dommageable et non désiré, ayant pour conséquence des dégâts sur les personnes, les biens ou l'environnement.

##### Danger
L'accident étant la conséquence de plusieurs facteurs, si l'on supprime un seul facteur, on peut éviter l'accident, mais celui-ci reste toujours probable : on est en situation de danger. On pourrait définir un danger comme une situation dans laquelle il ne manque qu'un seul facteur pour qu'il y ait un accident.
Par exemple, pour qu'il y ait une explosion de gaz, il faut un mélange explosif et une source d'énergie (étincelle, flamme, etc.). Si l'on est en présence d'un mélange explosif qui n'a pas encore explosé, il n'y a pas encore d'accident, mais il y a un danger.

##### Risque
Le risque pourrait être défini comme la prise en compte d'une exposition à un danger, c'est-à-dire que l'action est un facteur pouvant mener à l'accident. En effectuant l'action, on transforme une situation dangereuse en accident ; mais l'on n'est pas sûr que cela va déboucher sur l'accident : le comportement à risque ne débouche pas toujours sur un accident, on a donc fréquemment l'impression que ce comportement est inoffensif.
Exemple d'une personne qui traverse une voie de chemin de fer en dehors d'un passage protégé. Il y a danger car le train est toujours intrinsèquement à même de blesser cette personne ; de même il y a un risque car la personne est exposée au danger. Toutefois, le risque n'implique pas toujours la réalisation d'un accident. Ainsi, la personne peut réussir à traverser de justesse ou bien avoir le réflexe de se jeter en arrière, auquel cas les conséquences de l'exposition au danger seront nulles. S'il n'y a pas de train à l'approche, le train est toujours dangereux mais la situation n'est pas dangereuse et le risque est nul car la personne n'est pas exposée au danger.
Exemple d'un accident une route simple à deux voies en côte et une voiture doublant une autre voiture en montant la côte. Si une voiture circule en sens inverse, on a un danger accident (choc frontal), mais qui peut aussi se résoudre sans dégât (par exemple la voiture doublant réussit à se rabattre grâce au coup de frein de la voiture doublée et de la voiture venant de face). Si aucune voiture ne vient en face, il n'y a alors pas de danger, mais le conducteur doublant n'a aucun moyen de le savoir, il prend un risque.
Le risque est donc un danger qui lui-même est un accident potentiel ; de ce fait, le risque n'est souvent pas perçu comme tel, mais il peut bel et bien mener à l'accident. C'est là qu'est toute la difficulté de la sensibilisation…
« Le risque de danger » signifie donc « la probabilité de survenance d'un événement dommageable ».

#### Analyse bénéfice/risque et protection/contrainte
Les comportements humains font suite à une prise de décision (si l'on excepte les réflexes). Cette prise de décision s'appuie en général sur une analyse plus ou moins consciente de type « coût/gain » (dans le sens large et non pas financier), ou plutôt coût estimé/gain attendu, le coût estimé et le gain attendu étant plus ou moins éloignés des coûts et gains réels.
Hors comportements à risque volontaire, la personne qui décide de prendre le risque le fait car à son avis le bénéfice (gain) vaut le risque couru (le coût étant ici la probabilité et la gravité de l'éventuel accident). Si le comportement est à risque, c'est précisément que l'estimation faite par la personne est fausse, il ne s'agit pas d'une analyse rationnelle mais d’a priori, d'idées reçues, d'impressions.
Exemple d’un conducteur qui a l'impression qu'en accélérant au-delà de la limite de vitesse, il arrivera plus tôt à sa destination tout en n'augmentant pas le risque d'accident. Les estimations du gain (de temps) et du coût (risque d'accident) sont tous les deux faussés.
De même, le respect d'une mesure de sécurité est une contrainte (un coût) qui apporte une protection (gain). Si une personne ne respecte pas une consigne de sécurité, c'est qu'à son avis, la protection apportée ne justifie pas la contrainte.
Exemple du cycliste qui a l'impression que le port du casque est contraignant (chaleur) et n'est pas nécessaire (la vitesse est faible comparé aux motocyclettes). Là encore, l'estimation du gain (protection contre les traumatismes crâniens) et du coût (casque supposé inconfortable) sont faussés.
Pour amener les gens à respecter un règlement de sécurité, on peut donc :
- diminuer le coût de la mesure de prudence
 diminuer la contrainte, par exemple en soutenant financièrement l'acquisition du dispositif de sécurité, en étudiant un dispositif plus confortable (ergonomie) ;
- augmenter le bénéfice perçu de la mesure de prudence
 par exemple en valorisant l'attitude responsable (estime de soi), en accompagnant l'acquisition d'un « cadeau » (par exemple diminution de la prime d'assurance) ;
- augmenter le coût et diminuer le gain de l'attitude imprudente
 sanctionner les manquements aux obligations de prudence (par exemple amende et retrait de points sur le permis en cas de dépassement des limitations de vitesse ou oubli du port du casque, malus sur la prime d'assurance en cas de responsabilité dans un sinistre) ; rendre les produits néfastes moins disponibles ou plus chers (par exemple augmentation du prix des cigarettes, suppression des distributeurs de friandises dans les écoles) ;
- favoriser la réflexion sur l'analyse coût/gain
 sensibiliser, éduquer afin de montrer les erreurs d'analyse, et que la mesure proposée/imposée est justifiée.

#### Estimation du risque
L'estimation du risque est souvent faussée par des idées reçues. Ce décalage entre l'estimation et la réalité peut avoir plusieurs causes, notamment :
- la gravité perçue d'un accident ; l'horreur ressentie d'une situation va augmenter l'importance réelle du risque ; par exemple, les accidents d'avion apparaissent particulièrement mortels et d'autant plus choquants qu'on s'identifie aux victimes ; pourtant, le risque est faible (le nombre de morts dans le monde est dix fois inférieur au nombre de morts sur la route en France[1]) et fumer conduit à une probabilité bien plus élevée d'agonie par cancer du poumon plus longue et plus douloureuse que celle-ci) ;

S'ajoute à ceci un renforcement par la résonance des médias qui peuvent par exemple renforcer l'impression d'insécurité quand ils relatent des homicides, alors que ceux-ci ne représentent en France qu'environ 400 morts par an (0,7 décès pour 100 000 habitants contre 17,5 pour les suicides et 12,9 pour les accidents de la route).
- Par ailleurs, le risque estimé est comparé avec un « risque acceptable » : étant évident que le « risque zéro » n'existe pas d'une part, et d'autre part qu'un bénéfice ne peut s'acquérir qu'en courant un risque, chaque personne évalue implicitement un risque acceptable, qui est le danger qu'elle accepte de courir, l'accident qu'elle trouve normal de subir, par exemple comme sanction d'échec ou fatalité. Cette notion de risque acceptable comporte des dimensions sociales et psychologiques. Par exemple, pour un grand nombre de citoyens français, les accidents de la route sont acceptables alors qu'ils causent de nombreux morts et que l'on peut agir par un comportement individuel ; à l'inverse, une inondation sur laquelle on ne peut agir et qui fait peu de victimes paraît inacceptable.

Cette double source d'irrationalité interfère avec la prise de risque : irrationalité de l'estimation du risque, et irrationalité de la référence (risque acceptable).
Pour estimer de manière plus précise les risques sans a priori, il faut donc se reporter aux statistiques. En France, les décès sont principalement dus, :
| Classement | Cause                                             | Nombre de morts annuel | Nombre de morts pour 100 000 habitants |
| ---------- | ------------------------------------------------- | ---------------------- | -------------------------------------- |
| 1          | maladies cardiovasculaires                        | 165 000                | 266                                    |
| 2          | cancers                                           | 150 000                | 241                                    |
| 3          | maladies infectieuses                             | 36 000                 | 58                                     |
| 4          | accidents domestiques                             | 20 000                 | 32                                     |
| 5          | suicides                                          | 12 000                 | 17,5                                   |
| 6          | accidents de la route                             | 7 500                  | 13                                     |
| 7          | accidents du travail et maladies professionnelles | 7 000                  | 11                                     |

Note : les chiffres proviennent de plusieurs sources et peuvent correspondre à des années différentes, il ne faut donc les considérer que comme des ordres de grandeur ; se reporter aux références pour plus de détails
Cette analyse dépend de la manière dont on répartit les causes de décès. Si l'on considère par exemple non pas la pathologie menant au décès mais le comportement ayant favorisé la pathologie, on voit que
- l'obésité cause 178 000 morts par an (287 pour 100 000 hab.), ce qui en ferait donc la première cause de décès ;
- 60 000 morts par an (97 pour 100 000 hab.) sont associés au tabagisme en France, dont 25 000 par cancer du poumon (soit 90 % des cancers du poumon), 15 000 à 40 000 par bronchite chronique (bronchopneumopathie chronique obstructive ou BPCO) ;
- l'alcoolisme cause environ 45 000 décès par an (73 pour 100 000 hab.) : 23 000 décès directs (11 000 cancers des lèvres, de la bouche, du pharynx et du larynx, 9 000 cirrhoses, 2 500 par alcoolo-dépendance), et 22 000 morts indirectes (troubles mentaux, maladies cardiovasculaires, accidents…) ; tous les ans, 5 000 à 7 000 bébés naissent en France avec des malformations graves ou retard mental en raison de l'alcoolisme de la mère. L'alcool est maintenant un cancérogène reconnu (plus encore s'il est associé au tabac), et en tant que désinhibiteur, il favorise de nombreuses conduites à risque (dont actes violents, rapports sexuels non protégés, conduite dangereuse…).

## Prévention des maladies
La médecine préventive fait partie de la santé publique. La prévention des maladies est complexe pour différentes raisons :
- Les causes en sont moins évidentes : la relation entre tabac et maladies cardiovasculaires n'a pu être prouvée qu'après de nombreuses études épidémiologiques incluant plusieurs dizaines de milliers de personnes suivies pendant de nombreuses années[réf. nécessaire].
- L'efficacité de la prévention est moindre, s'agissant souvent uniquement d'une réduction du risque et non son abolition (mis à part, peut-être, la vaccination qui permet parfois d'exclure la maladie concernée).
- L'évaluation des résultats de la prévention est également plus difficile à réaliser (études d’intervention)[réf. nécessaire]. Elle est nécessaire et peut révéler parfois des surprises : dans les années 1980, certains médicaments anti-arythmiques, donnés en prévention de la mort subite de l'adulte (arrêt cardiorespiratoire), ont finalement entraîné plus de décès que chez un groupe de patients non traités[réf. nécessaire].
- Elle est parfois plus coûteuse, au point de poser des problèmes de santé publique : On sait[réf. nécessaire] que le défibrillateur implantable est efficace dans la prévention de la mort subite chez certains patients bien ciblés, mais le coût important de cette technique limite sa diffusion actuelle.
- L'information est parfois biaisée par des intérêts financiers ou de pouvoir : l'intérêt des alicaments, qui bénéficient d'une large publicité, n'est que pourtant rarement prouvé[réf. nécessaire].

La prévention, à une « juste mesure et au bon moment » et donc bien définie, est fondamentale en médecine et en épidémiologie : l'action la plus efficace est a priori celle qui limite le risque qu'il y ait des victimes. Mais une vision à long terme est nécessaire, car une prévention qui semble pertinente et efficace à court terme peut avoir à long terme un effet inverse de celui qui était recherché. Ainsi « trop d'hygiène » ne permettant plus à l'individu d'entretenir une immunité normale face aux microbes et parasites, ou une utilisation préventive intensive d'antibiotique(s) (en médecine ou dans l'alimentation animale) peut conduire à des phénomènes d'antibiorésistance et à des maladies nosocomiales à grande échelle.
Dans le cas d'actions ou d'inaction susceptibles d'avoir des conséquences en chaîne (« effet domino » ou « boule de neige »), le comportement individuel (hygiène de vie, réduction de la prise de risque) a parfois autant d'importance que la stratégie du groupe. C'est le cas pour les maladies contagieuses ou sexuellement transmissibles, mais aussi pour beaucoup d'autres facteurs de risque.

### Niveaux de prévention
On distingue classiquement la prévention primaire visant à éviter la maladie chez l'individu qui n'a jamais été malade, de la prévention secondaire destinée à diminuer les suites et la gravité de l'affection chez un patient ayant déclaré la maladie ou visant à dépister plus tôt la maladie dans les populations présentant un risque important de déclaration de cette dernière. La prévention tertiaire, enfin, cherche à empêcher les complications ou les rechutes.
L'Organisation mondiale de la santé (OMS) définit trois niveaux de prévention :
- La prévention primaire désigne l'ensemble des actes destinés à diminuer l'incidence d'une maladie, donc à réduire l'apparition des nouveaux cas. En agissant en amont de toute manifestation clinique, cette prévention empêche l'apparition de la maladie. Elle utilise l'éducation et l'information auprès de la population.
- La prévention secondaire désigne l'ensemble des actes destinés à diminuer la prévalence d'une maladie, donc à réduire sa durée d'évolution. Intervient dans le dépistage de toutes les maladies et comprend le début des traitements de la maladie.
- La prévention tertiaire désigne l'ensemble des actes destinés à diminuer la prévalence des incapacités chroniques ou des récidives dans la population, donc à réduire les invalidités fonctionnelles dues à la maladie. Agit en aval de la maladie afin de limiter ou de diminuer les conséquences de la maladie et d'éviter les rechutes. Dans ce stade de prévention les professionnels s'occupent de la rééducation de la personne et de sa réinsertion professionnelle et sociale.
- La prévention quaternaire désigne initialement, en santé publique, l'ensemble des soins auprès de malades qui ont dépassé le stade des soins curatifs et qui se trouvent parfois aussi en phase terminale. La prévention quaternaire inclut donc l'accompagnement des personnes en fin de vie. Le terme soins palliatifs est cependant préférable[6] et plus répandu[7].

Une autre définition, plus récente, de la prévention quaternaire la considère comme l'ensemble des actions menées pour identifier un patient ou une population à risque de surmédicalisation, le protéger d'interventions médicales invasives, et lui proposer des procédures de soins éthiquement et médicalement acceptables. La prévention quaternaire devient alors l'ensemble des activités de santé pour atténuer ou éviter les conséquences de l'intervention inutile ou excessive du système de santé. Dans cette définition, la prévention quaternaire se rapproche de la prévention de la iatrogénèse.
| Types de prévention | Types de prévention | Types de prévention | Côté médecin                                     | Côté médecin                                        |
| Types de prévention | Types de prévention | Types de prévention | Maladie                                          |                                                     |
| Types de prévention | Types de prévention | Types de prévention | absente                                          | présente                                            |
| Côté patient        | Maladie             | absente             | Prévention primaire (pas malade maladie absente) | Prévention secondaire (pas malade maladie présente) |
| Côté patient        | Maladie             | présente            | Prévention quaternaire (malade maladie absente)  | Prévention tertiaire (malade maladie présente)      |

Une approche alternative se réfère aux groupes sur lesquels on peut agir, plutôt que sur la maladie à prévenir :
- Prévention universelle (pour l'ensemble de la population) ;
- Prévention spécifique (pour un groupe vulnérable) ;
- Prévention indiquée (pour un individu à risque).

### Hygiène de vie
Le comportement à risque ne consiste pas uniquement à faire des actions dangereuses ; lorsque l'on considère les principales causes de décès, on voit que le comportement quotidien (l'alimentation, la sédentarité…) peut être considéré comme la première cause de décès.
On peut réduire les risques de maladie cardiovasculaire et de cancers, de manière relativement simple et sans danger, en adoptant ces comportements :
- en mangeant des fruits et légumes, au moins 800 g par jour (soit environ cinq portions par jour) : ils contiennent des anti-oxydants qui réduisent les risques de cancers, ils « remplissent le ventre » sans apport excessif de graisses et de sucres ; l'Organisation mondiale de la santé estime qu'un apport suffisant en fruits et légumes permettrait de réduire de 3 millions les décès dus aux maladies cardiovasculaires et cancers[12],[13],[14]. Chez les non-fumeurs, le cancer qui a le potentiel de prévention le plus important est le cancer colorectal : on estime que les 3/4 des cancer du côlon pourraient être évités par une meilleure hygiène de vie. Cela a été démontré en particulier par l'étude SU.VI.MAX
- en préparant soi-même ses repas : les industriels agroalimentaires ayant tendance à mettre des additifs pas chers pour augmenter le poids de leurs produits (sel, graisses, sucre), il est donc préférable de préparer soi-même ses repas à partir de produits frais[réf. nécessaire] ;
- en ayant une activité physique minimale équivalente à une demi-heure de marche par jour, ou mieux en pratiquant un sport régulièrement ;
- en ne fumant pas et en ne buvant que modérément ;
- en évitant les expositions excessives au soleil en été, surtout chez les jeunes enfants (risque de développement de cancers de la peau).

Quatre facteurs de mode de vie peuvent faire varier de 14 ans l'espérance de vie. Une équipe de chercheurs de l'université de Cambridge (Royaume-Uni), en partenariat avec le Medical Research Council, a mené une enquête sur 20 244 individus pendant 14 ans (1993-2007), dont 1 987 sont décédés en cours d'enquête, afin de déterminer l'impact du mode de vie sur l'espérance de vie[source insuffisante]. L'étude conclut que « le mode de vie idéal » - absence de tabac, consommation d'alcool égale ou inférieure à un demi verre par jour, consommation de 5 fruits et légumes par jour, exercice physique d'une demi heure par jour - majore l'espérance de vie de 14 ans par rapport au cumul de quatre facteurs de risque. Le cumul des quatre facteurs de risque (tabac, alcool, manque de fruits et légumes et d'exercice physique) multiplie le risque de décès par 4,4, trois facteurs, de 2,5, deux facteurs de près de 2 et 1 facteur de 1,4. Selon le professeur Kay-Tee Khaw, premier signataire de l'étude, « C'est la première fois que l'on analyse l'effet cumulé des facteurs de risque sur la mortalité. »

### Prévention des maladies ou d'une altération de la santé
En France, les cancers sont la première cause de mortalité et les maladies infectieuses la troisième.
Cette mortalité concerne surtout les personnes âgées, à l'exception du sida ; on est donc tenté de penser qu'il s'agit là d'un phénomène « normal » touchant les personnes en fin de vie. Cela serait oublier que les maladies infectieuses ont été pendant des millénaires la première cause de mortalité infantile comme adulte — c'est d'ailleurs toujours la première cause de mortalité dans le monde, essentiellement dans les pays en voie de développement — et que leur régression est due certes aux progrès des soins médicaux, mais aussi à la prévention : hygiène et vaccinations. D'ailleurs, les populations jeunes des pays développés ayant perdu ces notions sont particulièrement exposées, comme les sans domicile fixe.
Outre une bonne hygiène de vie (alimentation, exercice, éviter les comportements à risque, cf. section ci-dessus) qui permettent d'avoir un meilleur état de santé général (donc de mieux résister aux infections) et d'éviter les cancers, il faut également insister sur :
- l'hygiène corporelle : se laver, notamment se laver les mains avant un repas et après être allé aux toilettes, se brosser les dents deux fois par jour ;
- l'hygiène ménagère : stockage des ordures dans des poubelles dédiées et ramassées régulièrement par les services municipaux, évacuation des eaux usagées vers une fosse septique vidangée régulièrement ou vers les égouts, rangement et nettoyage de l'habitation, aération pour éviter les pollutions intérieures (acariens, produits organiques volatils) et donc les allergies et les maladies respiratoires ;
- les vaccinations : si certaines maladies ont quasiment disparu en France (comme le tétanos, ou la rougeole qui continue à causer 900 000 morts par an dans le monde), c'est grâce aux vaccinations ; la vaccination des personnes âgées contre la grippe est recommandée ;
- dépistage : la détection précoce d'une maladie permet de démarrer son traitement plus tôt et donc de réduire la mortalité ; il est recommandé de faire au moins une visite médicale par an ; pour les maladies sexuellement transmissibles, il existe en France des centres anonymes et gratuits de dépistage ;
- prophylaxie : dans certaines conditions, il est possible de prendre des mesures préalables pour réduire le risque de contracter une maladie, par exemple utiliser un préservatif pour réduire le risque de contracter une maladie sexuellement transmissible, prendre des médicaments contre le paludisme lors d'un voyage dans un pays impaludé…

Il faut aussi prendre précautionneusement les médicaments prescrits par un médecin, en lisant systématiquement les notices accompagnatrices, riches en informations (effets secondaires, interactions avec d'autres médicaments, recommandations…) et ne pas hésiter à questionner le médecin ou le pharmacien en cas de doute. Les effets peuvent ne pas être immédiats, et il faut continuer le traitement jusqu'à la fin même en cas d'amélioration et disparition des symptômes, notamment dans le cas des antibiotiques : la disparition des symptômes signifie la diminution du nombre de germes, mais pas leur disparition, si l'on interrompt le traitement trop tôt, ceux-ci peuvent se re-développer, et devenir résistants à l'antibiotique.
Il faut également limiter l'automédication aux seuls médicaments en vente libre, après conseil du pharmacien et lecture de la notice ; il ne faut pas reprendre un médicament prescrit par le médecin même si les symptômes semblent les mêmes, par exemple, une angine peut être virale ou bactérienne, les symptômes sont similaires mais le traitement différent. En particulier, les antibiotiques sont sans effet sur les virus. Notons également que les intoxications médicamenteuses causent 600 morts par an.
Le rôle de la collectivité (l'État) est primordial, pour organiser l'hygiène collective, le suivi de la santé, l'information et la sensibilisation.

### Prévention de la mortalité infantile dans les pays en voie de développement
On estime que six millions d'enfants de moins de cinq ans meurent par an. Selon Bryce et al., on pourrait facilement réduire la mortalité infantile dans les pays en voie de développement par un programme préventif à bas coût (estimé à 1,23 USD par enfant, 4,6 milliards d'USD par an pour les 42 pays concentrant 90 % des cas de mortalité infantile), comprenant douze mesures :
- traitement antipaludéen prénatal,
- vaccination anti-tétanos des femmes enceintes,
- délivrance d'antirétroviraux avant l'accouchement et programme d'alimentation artificielle pour les enfants nés de mères VIH positives,
- amélioration des soins néonataux (accouchement par un professionnel entraîné, surveillance de la température, antibiotiques en cas de rupture prématuré des membranes ou de sepsis, administration de corticoïdes si nécessaire),
- incitation à l'allaitement maternel,
- délivrance de moustiquaires traitées aux insecticides,
- vaccination contre l'Haemophilus influenzae de type b (Hib),
- supplémentation en zinc et en vitamine A,
- suppléments alimentaires entre 6 et 9 mois,
- assainissement de l'eau
- vaccination contre la rougeole.

Cette démarche préventive se ferait au cours de 18 contacts dans les cinq premières années, alors que le traitement curatif de ces maladies et carences nécessite en moyenne 35 contacts sur cette période.

## Prévention des inadaptations sociales
Parmi les actions de l'Éducation spécialisée en France il existe une forme d'action nommée « Prévention Spécialisée ». Cette action est parfois, écrite et nommée, « la P.S ». On peut retrouver cette manière de la prévention dans de nombreux écrits et propos des travailleurs sociaux, des fonctionnaires, des élus locaux, des spécialistes en lien avec cette action.
La Prévention Spécialisée est une forme d’intervention sociale placée sous la responsabilité du Conseil général depuis la loi de décentralisation du 6 janvier 1986. Inscrite dans le Code de l’action sociale et des familles, elle est une prestation de l’Aide Sociale à l’Enfance.
Cette action vise à rompre avec l’isolement et restaurer le lien social des jeunes en voie de marginalisation. Dernier recours face à l’échec des autres démarches éducatives institutionnelles, elle vise à favoriser la reconstruction des liens sociaux, une meilleure intégration des jeunes en rupture, la lutte contre l’exclusion sous toutes ses formes.
Elle se caractérise par :
- le non-mandat nominatif ;
- la libre adhésion ;
- le respect de l'anonymat.

Principalement tournée vers les jeunes de 16 à 25 ans, elle peut, selon les départements, s'adresser à des plus jeunes. Les éducateurs de prévention, généralement des éducateurs spécialisés, vont à la rencontre des jeunes dans leurs lieux de rencontre. Ils sont de ce fait régulièrement appelés « Éducateurs de Rue ».

## Cas particuliers

### Prévention des accidents du travail
Dans certains pays, la législation oblige tout employeur à effectuer une analyse de risques ; en France, cette analyse doit être synthétisée dans un document unique.
Les risques sont évalués selon deux critères : probabilité de l’événement non souhaité et gravité du dommage causé dont les accidents qui font partie des dommages les plus graves. Il en va ainsi de la responsabilité de l'employeur de prendre des mesures de prévention ou de protection adéquates afin d'éviter ces accidents pour les premières ou de diminuer la gravité de ceux-ci pour les deuxièmes.

### Prévention des accidents domestiques
Chaque année en France métropolitaine, les accidents domestiques causent environ 20 000 morts (soit 3,6 % des décès), 80 000 morts dans l'Union européenne et plusieurs millions de morts dans le monde. On parle aussi d'accident de la vie courante (AcVC).
Les principales causes sont (le nombre de morts indiqué est pour la France en 1999) :
- chutes (10 520 morts, dont 95 % sont des personnes de plus de 65 ans)
- suffocation (3 543 morts)
- intoxication (758 morts, 600 par médicaments, 158 par d'autres substances et gaz)
- noyade (547 morts)
- feu (460 morts)

### Prévention des accidents de la route
En France, les accidents de la route font environ 7 000 morts par an et plus de 100 000 blessés. En 2001, ils ont représenté 61,2 % des accidents du travail mortels (accidents de parcours compris), avec 836 accidents, selon les données de la Caisse primaire d'assurance maladie.

### Prévention du suicide
En 1999 en France, le suicide a causé la mort de 12 000 personnes, soit plus que les accidents de la circulation.
La prévention est complexe et délicate, les situations ne sont pas toujours évidentes à détecter. D'une manière générale, on peut dire que le suicidant (celui qui fait une tentative de suicide) est très fréquemment en état de dépression.
Il faut donc veiller à soutenir un proche en situation difficile (séparation, perte d'un être proche, perte d'emploi, adolescence, échec scolaire, échec sentimental, perte d'autonomie…), c'est-à-dire de l'écouter sans le juger et sans faire d'analyses pseudo-psychanalytiques, voire de stimuler le dialogue avec une phrase du type « je ne te sens pas bien en ce moment ». On peut essayer de stimuler la personne à sortir et se divertir malgré une perte d'envie, mais éviter à tout prix les phrases du type « fais un effort ! » ou « prends un peu sur toi ! » : la personne fait déjà des efforts énormes pour essayer de se sortir de sa déprime. On peut enfin l'inviter à consulter un médecin généraliste.
Lorsque l'on sent que le passage à l'acte est imminent, il faut prévenir les secours (112 dans l'Union européenne, 15 ou 18 en France).

### Formation aux premiers secours
La formation aux premiers secours est une mesure de prévision (agir après la survenue de l'accident), mais c'est aussi une mesure de prévention : en effet, une personne formée est plus consciente des risques, elle fait plus attention aux autres personnes, elle adopte donc spontanément un comportement plus prudent. La sensibilisation aux risques est d'ailleurs un des buts explicites de ces formations.

### Prévention néo-natale
Aux États-Unis, la prévention néonatale (neonatal prevention) renvoie à un cas particulier de prévention. Celle de la déficience en fer du nouveau-né, que l'on peut prévenir par transfusion du sang du cordon clampé à son extrémité placentaire.